# 3S政策
3S政策（さんエスせいさく）とは、screen（スクリーン＝映像鑑賞）、sport（スポーツ＝プロスポーツ観戦）、sex（セックス＝性欲）を用いて大衆の関心を政治に向けさせないようにする政策とされる。これを日本政府が公式に認めた例は現在も確認されていない。愚民政策の一種とされているものであり、日本においてはGHQが日本占領下に行ったとされる。

## 日本
戦前では偽書『シオン賢者の議定書』以降、日本でも反ユダヤ主義が宣伝され、その中に「ユダヤ人の3S謀略」と呼ばれるものがあった。
スクリーン（screen、映画）、セックス（sex、性交）、スポーツ（sport、運動競技）の頭文字をとって3S政策と呼称した。
1943年発行の『明解国語辞典 初版』（三省堂）及び1952年発行の同改訂版には「さんエスじだい[三Ｓ時代]」が立項されており、「スピイド（speed）・スポオツ（sports）・スクリイン（screen）[またはセックス（sex）]の三つが社会的に一番優勢な時代。現代」と語釈されている。また、1934年発行の『新語新知識』（大日本雄弁会講談社）にも「現今は、三Ｓ時代だといふのは、この三つを理解しなくては現代人ではない」とある。
第二次世界大戦後、安岡正篤は連合国軍占領下の日本での諸政策を批判するものとして使用した。
安岡は、太平洋戦争終結後、GHQが日本の占領政策を実行するにあたり、基本原則としての「3R」
- revenge — 復讐
- reform — 改組
- revive — 復活

重点的施策としての「5D」
- disarmament — 武装解除
- demilitarization — 軍国主義排除
- disindustrialization — 工業生産力破壊
- decentralization — 中心勢力解体
- democratization — 民主化

補助政策としての「3S」
- screen — スクリーン
- sport — スポーツ
- sex — セックス

を策定したことをGHQのガーディナー参事官（フルネーム未詳）から直接話を聞いているという。この政策により、日本では性風俗が開放され、映画やエンターテインメントが興隆し、プロ野球が国民的娯楽となった。スクリーン（映画）、スポーツ、セックス（性欲）またはスピード（クルマ）は大衆の欲望動員による娯楽であるが、それらに目を向けさせることにより、民衆が感じている社会生活上の様々な不安や、政治への関心を逸らさせて大衆を自由に思うがままに操作し得るとされる。すなわち「ガス抜き」政策である。余りに厳しい占領政策をすると暴動が起こる恐れがあるので、人々の目を逸らさせるために行う。
2007年、アメリカの情報公開制度に基づいて、第二次世界大戦終結後の日本において中央情報局のスパイ協力者（エージェント）であった者のリストが公開された。
リストの主な掲載者（※コードネームのPO〜は日本を意味する）
| コードネーム | 分類                                                                      | 正式名称         |
| ------------ | ------------------------------------------------------------------------- | ---------------- |
| PODAM        | Cryptonym for Matsutaro Shoriki                                           | 正力松太郎       |
| POJACKPOT-1  | Cryptonym for Matsutaro Shoriki                                           | 正力松太郎       |
| POBULK       | Yomiuri newspaper, Japan.                                                 | 読売新聞         |
| ODALTON      | Free Japan Broadcast Productions.                                         | 日本テレビ放送網 |
| KMCASHIER    | Nippon Television Corporation. Matsutaro Shoriki associated with Project. | 日本テレビ放送網 |
| POCAPON      | Cryptonym for Taketora Ogata                                              | 緒方竹虎         |

ハリー・S・トルーマン政権でのトルーマン・ドクトリンによる孤立主義から積極的な共産主義封じ込め政策への転換、心理戦略委員会(PSB)による外交政策の伝統的な戦争から心理戦への変更などの経緯から注目された。。
戦略家のガブリエル・コルコはアメリカがベトナム戦争での失敗を契機に、大規模な戦闘という事態を避ける為に低強度紛争としてソフト・パワーを用いた情報戦を軍事戦略の中枢に置くようになる課程を紹介。この戦略が最も成功した例が日本であり、各種の工作は日本支配のための「軍事戦略であり戦争であった」と述べた。

## 韓国
大韓民国の3S政策は、1979年に発生した粛軍クーデター（12·12軍事反乱）と1980年の光州事件（5·18光州民主化運動）の武力鎭圧を経て権力を執った全斗煥の第五共和国政府が、国民の関心をスポーツとエンターテインメントの方に向けて、反政府的な動きや政治、社会的な問題の提起を無力化させる目的で施行したとされる多くの愚民化政策と思われる事情をまとめて言う表現である。

### 「3S」という表現の由来
3Sは公式名称ではなく、様々な場で使われるうちに固まった表現と見られる。当時の言論記事にもこの単語が引用された。
- 1983年のある新聞コラムで「しばしば、スクリーン、スポーツ、セックスの頭文字によって現代を3Sが支配する時代と言う」と言う言葉で当時の世相を表現した[14]。
- 1983年11月に国会の対政府質問でキム・ジョンス議員が当時プロスポーツの行き過ぎた熱気を指摘して「典型的な3S愚民政策ではないか」と言って、この表現を使った[15]。
- 1984年のある新聞社説は「国民に催眠をかける手段は時代的状況によって多様だが、現代国家ではいわゆる3S政策が利用されている」という点を指摘して、政府が祝祭的な雰囲気で人々の魂を奪っているという憂慮を示した[16]。

### 政策別実行過程

#### スポーツ
- 1981年： 1988年夏季オリンピックをソウルに誘致した。
- 1981年： 1986年アジア競技大会をソウルに誘致した。
- 1982年： プロ野球が始まった。
- 1983年： プロサッカーリーグ(後のKリーグ）が始まった。
- 1983年： プロシルムが始まった。

#### セックス
- 1982年： 夜間通行禁止を施行から37年ぶりに解除した。これによって性売買業店が増えた。
- ポルノテープが大衆的に普及した。

#### スクリーン
- 1980年カラーテレビ放送が全国的に始まり[17]、これとともにVTRも全国的に普及した。カラーテレビは大韓民国でも1974年から生産していたが、政府で国内カラーテレビ放送をずっと禁止していたため、全量を輸出だけとしていた。世界的な趨勢に沿って当時の経済難局を打開するための施策だったという視角もある[18]。

#### その他
3Sの範疇に正確に入らないが、同じ脈絡の政策及び措置があった。
- 1981年： 光州事件1周年を迎えて起きる反政府の動きを事前に遮断しようと、汝矣島で「国風81」という大規模文化行事を開いた。
- 拡張された概念。
  - sake ： 利益という意味で、ここから利己主義のこと。
  - speed ： 急速に発展する技術と変化する文化に溺れ、政治から目をはなすようにするため。
  - service ： 多くの享楽サービス事業を意味する。ラブホテル、按摩部屋などのサービスを意味する。Sexと関係がある。

### 影響
大衆を重要な社会問題に対して無関心にさせて、政権維持を図ろうとする意図が隠れているという批判が多いが、一方ではこのような政策が抑圧された雰囲気の当時の社会に肯定的な影響を及ぼした「副作用」もあるとされる。夜間通行禁止解除のような措置は、結果的に以前まで抑圧された国民の自由を少しでも伸張させたと見ることができる。ひいてはこのような自由化措置が長期的に政治的覚醒を促進して民主化運動を早めたという視角も存在した。